# ناوشکن کلاس تی ۴۷
ناوشکن کلاس تی ۴۷ (به انگلیسی: T 47-class destroyer) یک کلاس از کشتی است که طول آن ۱۲۸٫۶ متر (۴۲۲ فوت) می‌باشد.